# Almáskamarás
Almáskamarás là một thị trấn thuộc hạt Békés, Hungary. Thị trấn này có diện tích 14,75 km², dân số năm 2010 là 865 người, mật độ 59 người/km².